# Avvocato di difesa - The Lincoln Lawyer
Avvocato di difesa - The Lincoln Lawyer (The Lincoln Lawyer) è una serie televisiva statunitense creata da David E. Kelley e Ted Humphrey, basata sul romanzo La lista di Michael Connelly e con protagonista Manuel Garcia-Rulfo.
È la terza serie televisiva, dopo Bosch e Bosch: l'eredità, a essere tratta dalle opere di Michael Connelly, e la seconda opera audiovisiva, dopo il film The Lincoln Lawyer del 2011, con protagonista il personaggio di Mickey Haller.
La prima stagione è stata pubblicata sul servizio streaming Netflix il 13 maggio 2022, la seconda stagione nel 2023 e la terza nel 2024.

## Trama
Mickey Haller è un avvocato difensore di Los Angeles, noto per preparare i propri casi dal sedile posteriore di una Lincoln (da qui il soprannome The Lincoln Lawyer, in italiano "Avvocato della Lincoln"). Caduto in disgrazia a causa di una dipendenza, seguita a un incidente in surf dal quale non si è mai veramente ripreso, Mickey torna sulla cresta dell'onda quando è chiamato a ereditare lo studio e i casi del collega avvocato Jerry Vincent, ucciso in circostanze misteriose. L'attività con i nuovi clienti lo aiuteranno a riprendere le redini della vita.

## Episodi
| Stagione         | Episodi | Pubblicazione USA | Prima TV Italia |
| ---------------- | ------- | ----------------- | --------------- |
| Prima stagione   | 10      | 2022              | 2022            |
| Seconda stagione | 10      | 2023              | 2023            |
| Terza stagione   | 10      | 2024              | 2024            |

## Personaggi e interpreti

### Principali
- Manuel Garcia-Rulfo: Mickey Haller (Stagione 1-in corso)
- Neve Campbell: Maggie McPherson (Stagione 1-in corso)
- Becki Newton: Lorna Crane (Stagione 1-in corso)
- Jazz Raycole: Izzy Letts (Stagione 1-in corso)
- Angus Sampson: Cisco (Stagione 1-in corso)
- Christopher Gorham: Trevor Elliott (Stagione 1)
- Elliott Gould : David "Legal" Siegel (Stagione 1 - in corso)

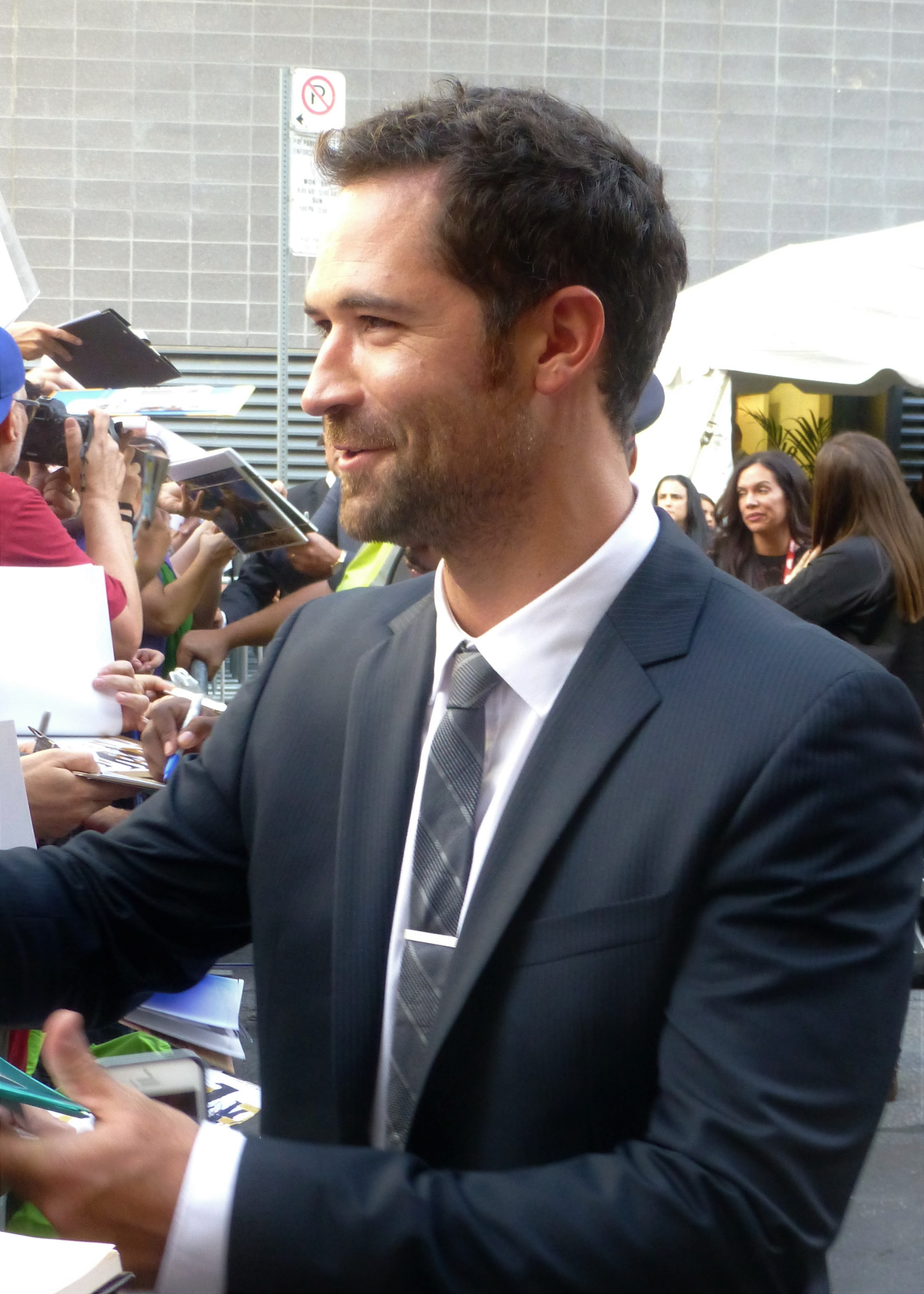
Manuel Garcia-Rulfo interpreta Mickey Haller
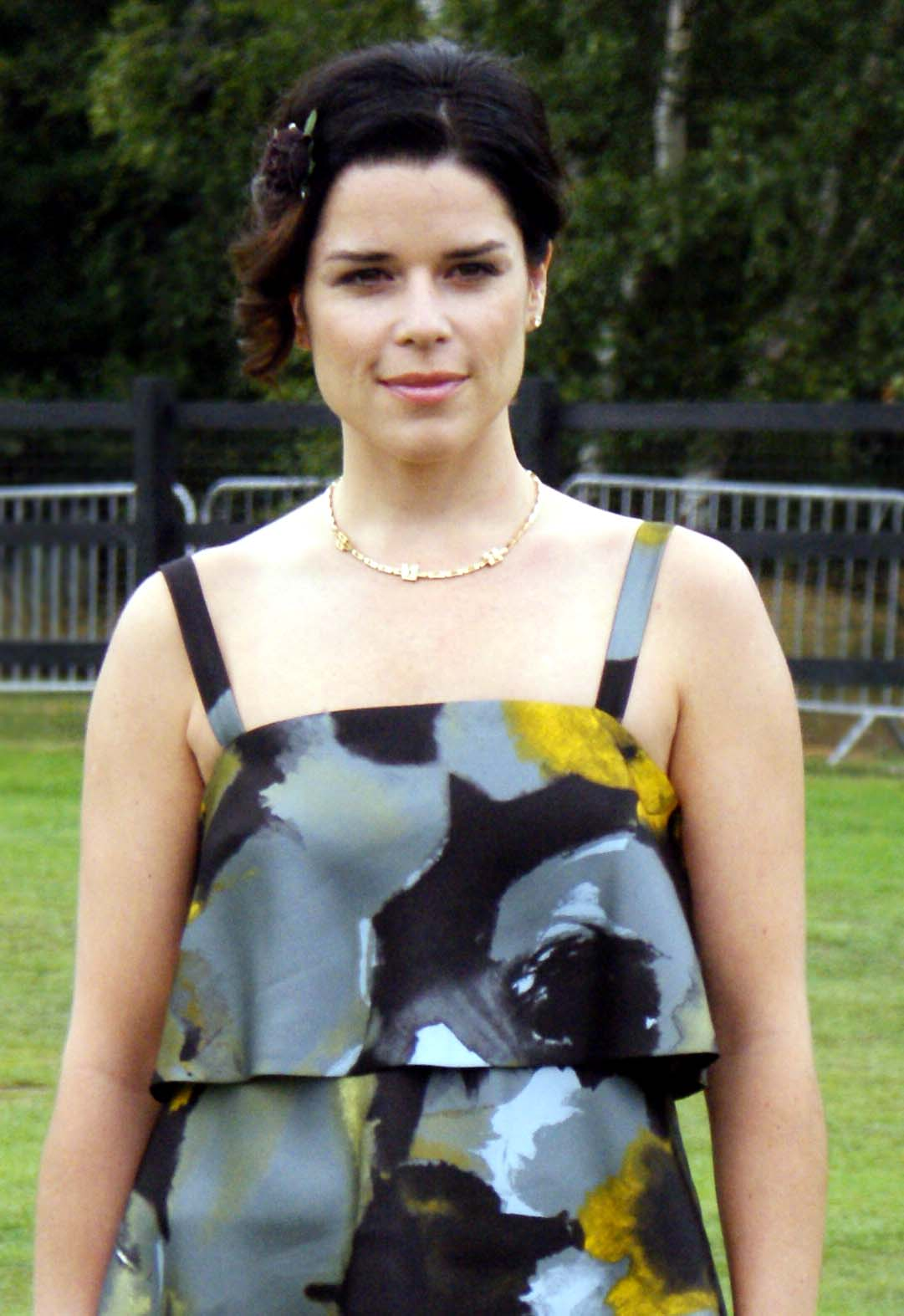
Neve Campbell interpreta Maggie McPherson
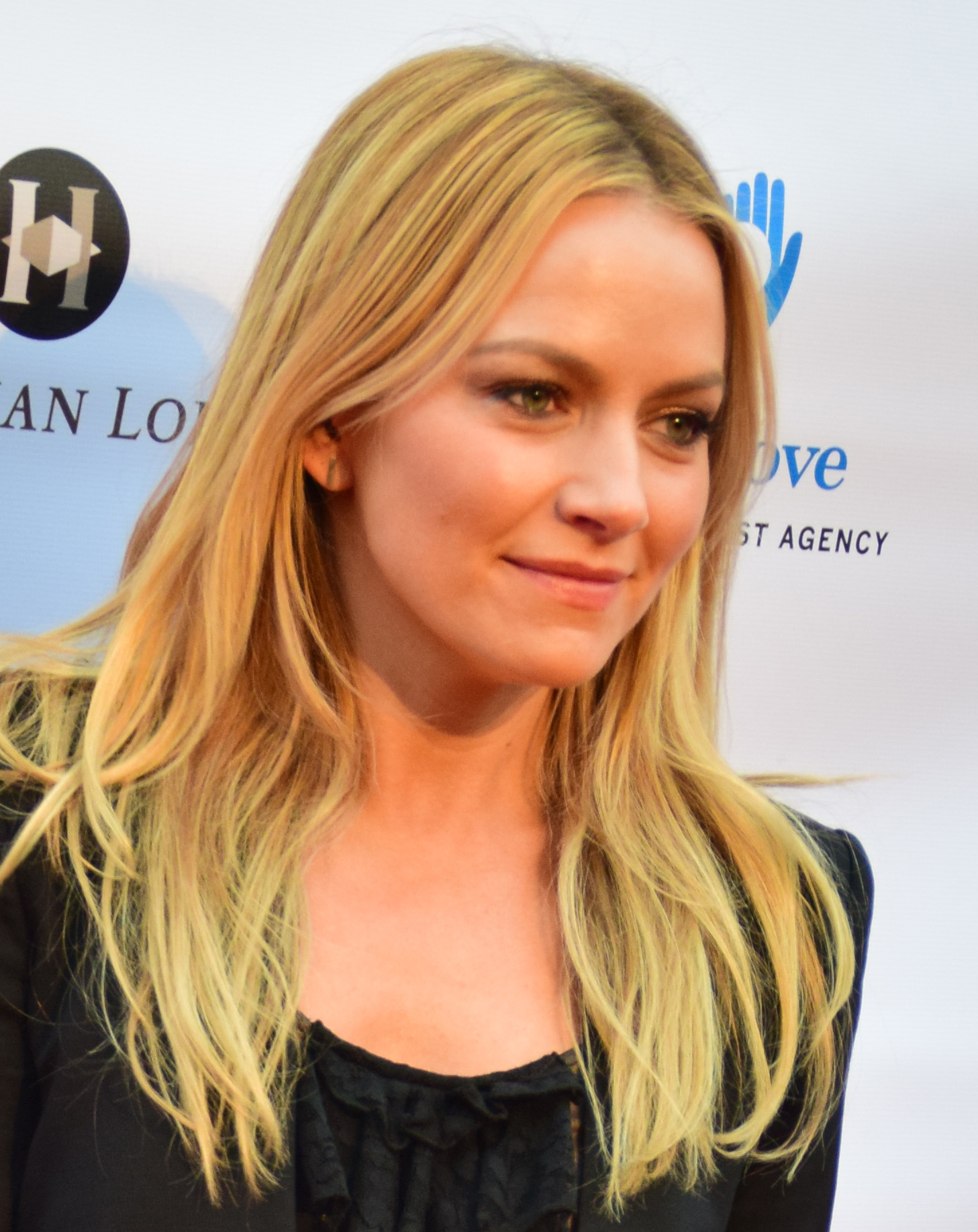
Becki Newton interpreta Lorna Crane
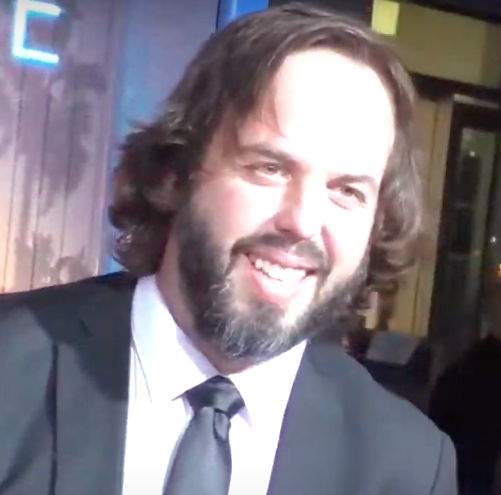
Angus Sampson interpreta Cisco
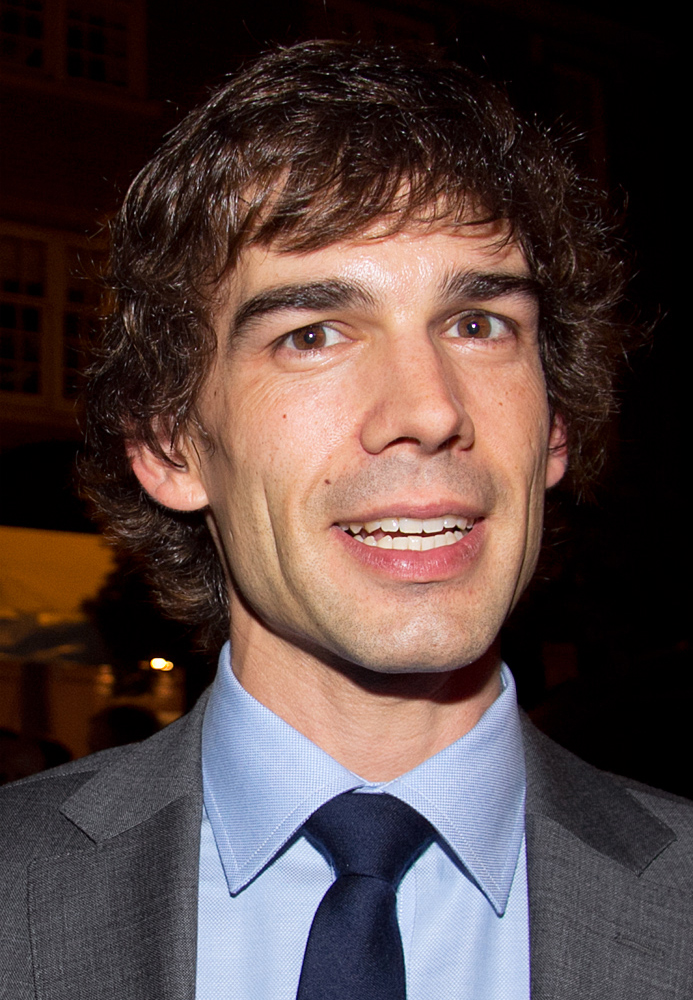
Christopher Gorham interpreta Trevor Elliott